# 东墨尔本路德会三一堂
路德会三一堂（Lutheran Trinity Church）是一座路德会教堂,位于澳大利亚东墨尔本议会广场（Parliament Place）22号，圣巴特利爵主教座堂以南，议会大厦以东。大多数礼拜使用德语，四周中有一周使用英语 。它建于 1874 年，于1974 年10月9日列入维多利亚遗产名录。


## 历史
第一座教堂建于 1854 年，于 1874 年被现有结构取代。
1853 年 1 月 19 日，教会获得东墨尔本的半英亩土地，用于建造教堂。 所需费用来自捐赠、政府补助和银行贷款；1853 年 9 月 27 日奠基，1854 年 6 月 11 日完成了教堂落成典礼。 1855 年2 月，又获得了一块土地，用于建造牧师楼。